# Kystbanens udlicitering
Kystbanens udlicitering er en udlicitering af Kystbanen i Nordsjælland, der besluttedes i 2003 og 2004. Udliciteringen var den blot anden af slagsen i Danmark efter at Arriva overtog regionaltrafikken i Midt- og Vestjylland i 2003 efter DSB. Prækvalifikationen til den nye Kystbane-kontrakt fandt sted i 2007, hvor det senere samme år besluttedes at tildele kontrakten til DSBFirst med virkning fra den 11. januar 2009. Kontrakten ophører i december 2015 med mulighed for to års forlængelse.

## Baggrund
Baggrunden for udbuddet var trafikaftalen af 5. november 2003, hvoraf det bl.a. fremgik, at der i perioden 2005-2014 skulle udliciteres en tredjedel af DSB's nuværende togkilometerproduktion ekskl. fjerntrafikken mellem landsdelene og S-togstrafikken. Selve beslutningen om at udlicitere Kystbanen fremgik af et notat af 18. november 2004 fra den daværende transport- og energiminister Flemming Hansen.
Indtil den 11. januar 2009 drev DSB den danske del af trafikken fra landegrænsen via Københavns Lufthavn og København H til Helsingør. Den svenske del af trafikken varetoges af selskabet SJ på en kontrakt med bl.a. Skånetrafiken. 

## To koordinerede udbud i Danmark og Sverige
Den danske regering aftalte med det svenske trafikselskab, Skånetrafiken, at udskyde udliciteringen af togtrafikken i Skåne, så det passede sammen med det danske udbud. Trafikstyrelsen og Skånetrafiken tilrettelagde og gennemførte udbuddet af Kystbanen og den svenske del af Øresundstrafikken som to tæt koordinerede udbud. Formålet med en samlet udbudsrunde med to samtidige og tæt koordinerede udbud var at medvirke til at styrke integrationen og mobiliteten i Øresundsregionen og sikre en fremtidig togdrift af høj kvalitet på konkurrencemæssige vilkår, således at trafikken omkring Øresund afvikles på den bedst mulige måde til den bedst mulige pris.
Rammerne for udliciteringen på dansk side var aktstykke 13 af 17. august 2006 og aktstykke 132 af 28. april 2008. 

## Prækvalifikation
Ved udbudsfristens udløb i februar 2007 havde seks selskaber valgt at byde på Kystbanen og Øresundstrafikken: 
- Arriva Skandinavien A/S
- DB Regio AG
- Tågkompaniet AB
- Kystbanen A/S (ejet af DSB og FirstGroup)
- SJ AB og MTR Corporation Limited
- Veolia Transport Danmark A/S og Veolia Transport Sverige AB (afgav ikke endeligt tilbud).

Yderligere viste De norske statsbaner NSB interesse for udbuddet men blev ikke prækvalificeret.

## Vinderen af udbuddet
Den 27. juni 2007 kl. 13:27 offentliggjorde Trafikstyrelsen og Skånetrafiken på et fælles pressemøde i Hotel Hiltons mødecenter i Københavns Lufthavn, at den nye operatør blev Kystbanen A/S på den danske side af Øresund og selskabet Öresundstrafiken AB på den svenske side. Selskabet blev for kunderne kendt som DSBFirst, der var ejet af DSB og skotske FirstGroup. Kontrakten trådte i kraft ved køreplansskiftet den 11. januar 2009 med varighed til udgangen af 2015 med mulighed for to års forlængelse. Aftalen sikrede DSBFirst indtægter for op til 6,3 milliarder kr. fra 2009 til 2017. Der var tale om 10 millioner togkilometer om året i hele Øresundsregionen, og DSB's daværende administrerende direktør, Søren Eriksen lagde fra starten ikke skjul på, at der med Kystbanen var tale om DSB's hjerteblod, og at DSB hele tiden havde gået benhårdt efter at vinde udbuddet, der var det hidtil største udbud af jernbanetrafik i EU.
DSBFirst skulle have op til 350 millioner kr. om året for at drive Kystbanen og den danske del af Øresundstrafikken. Tilbuddet fra DSBFirst lå ifølge Trafikstyrelsen 20-25 procent under den pris DSB får for at drive de danske strækninger i udbuddet i dag. Den danske strækning udgør 70 kilometer og har 20 millioner passagerer om året. 
Ifølge aktstykkerne ville staten spare 100 millioner kr. om året på udbuddet af Kystbanen svarende til næsten en milliard kroner i hele kontraktperioden. DSBFirst lagde fra starten ikke skjul på, at ambitionen var at halvere forsinkelserne på Kystbanen, færre aflyste tog, flere ledige siddepladser, bedre information om trafikken og renere tog. DSBFirst indgik endvidere aftale med Reitan Servicehandel Danmark om, at 7-Eleven skulle varetage driften af billetsalg og kiosker på otte bemandede stationer på Kystbanen. Kokkedal station og Helsingør station planlagdes som døgnåbne. Herudover undersøgte man muligheden for at investere i de tre øvrige stationer i Vedbæk, Skodsborg og Ørestad.

## Kontraktperioden (2009-2015)
Siden januar 2009 har Skånetrafiken fra svensk side og Trafikstyrelsen fra dansk side fulgt op på kontrakterne. 
I december 2011 skiftede DSBFirst navn til DSB Øresund på dansk side. Veolia overtog den svenske del af Øresundstrafikken, hvilket indebærer, at hver andet Øresundstog over broen køres på skift med personale fra hhv. Veolia og DSB Øresund.
Den 1. september 2012 overførtes Trafikstyrelsens kontraktopfølgning af Kystbanen, Kastrupbanen og den danske del af Øresundstogtrafikken til Transportministeriet.